# Asher P. Nichols
Asher P. Nichols (* 1815 in Whiting, Vermont; † 30. Mai 1880 in Clinton, New York) war ein US-amerikanischer Jurist und Politiker.

## Werdegang
Die Familie Nichols zog nach Rushville (New York), als er noch jung war. Über seine Jugend ist nichts weiter bekannt. Im Alter von etwa 18 Jahren graduierte er an der Springville Academy. Danach zog er nach Canandaigua (New York), um eine Anstellung als Clerk in der Kanzlei von Richter George W. Clinton anzutreten, dem Sohn von Gouverneur von New York DeWitt Clinton. 1836 zogen dann beide nach Buffalo (New York), wo beide die ersten Anwälte in der Stadt wurden. Nichols schloss sein Jurastudium ab, erhielt seine Zulassung als Anwalt und wurde der Partner von Clinton.
Obwohl er ein überzeugte Demokrat war, war er bis 1867 nicht in der Politik aktiv. Zu jenem Zeitpunkt nahm er dann die Nominierung für Senat von New York an und gewann die Wahl mit großer Mehrheit. Er saß 1868 und 1869 für den 31. Bezirk im Senat von New York.
Im Juni 1870 wurde er zum New York State Comptroller ernannt, um die Vakanz zu füllen, die durch den Rücktritt von William Fitch Allen entstand, welcher zum Richter am New York Cout of Appeals gewählt wurde. Im November 1870 wurde er für das restliche Jahr der Amtszeit von William Fitch Allen zum New York State Comptroller gewählt. Bei seiner Wiederwahlkandidatur im Jahr 1871 erlitt er aber eine Niederlage gegenüber dem Republikaner Nelson K. Hopkins.
Nichols verstarb 1880 an den Folgen eines Schlaganfalls in dem Haus eines Freundes in Clinton und wurde dann auf dem Friedhof in Rochester (New York) beigesetzt.